# Carl Sagan
Dr. Carl Edward Sagan (født 9. november 1934 i Brooklyn, New York, død 20. december 1996 i Seattle, Washington) var en amerikansk astronom og astrobiolog. Han havde meget stor succes med at gøre videnskabelige emner letforståelige for lægfolk. Inden for området exobiologi var han pionér, og han støttede søgen efter intelligent liv i verdensrummet (SETI).
Han er verdensberømt for sine populærvidenskabelige bøger, og som medforfatter af tv-serien Cosmos. Cosmos var det mest sete program på den amerikanske public service tv-station PBS , og en tilhørende bog blev udgivet. Han skrev også science fiction-romanen Contact, som filmen af samme navn fra 1997 med Jodie Foster i hovedrollen var baseret på. I sine værker var han ofte fortaler for den videnskabelige metode.
Han var gift med kunstner og forfatter Linda Salzman Sagan fra d. 6. April 1968, indtil de blev skilt i 1981. Deres ægteskab resulterede i en søn, Nick Sagan. Derefter giftede han sig med sin 3. og sidste hustru Ann Druyan. 
Han døde i en alder af 62 år af lungebetændelse, efter en lang og hård kamp mod myelodysplastisk syndrom. Han efterlod 5 børn.